# شركة الصناعات الكهربائية
شركة الصناعات الكهربائية هي شركة سعودية تأسست في عام 2007م كشركة مساهمة مقفلة، إثر اندماج شركة واحة العربية السعودية للإمدادات الكهربائية المحدودة (وسكوسا) وشركة المحولات السعودية (إس تي سي) . وأدرجت في 2014 م للاكتتاب العام والتداول في السوق السعودي .

## نشاط الشركة
يتمثل نشاط الشركة في تصنيع وتجميع وتوريد وإصلاح وصيانة المحولات الكهربائية ومحطات التوزيع المدمجة ولوحات التوزيع الكهربائية ذات الجهد المنخفض وحوامل الكابلات ولوحات المفاتيح الكهربائية ذات الجهد المنخفض والمتوسط والمعدات الكهربائية الأخرى بالإضافة إلى تقديم الخدمات الفنية المتعلقة بهذه الأنشطة .